# تریپ (داکوتای جنوبی)
تریپ(به انگلیسی: Tripp) شهری در ایالت داکوتای جنوبی کشور ایالات متحده آمریکا است که جمعیت آن در سرشماری سال ۲۰۱۰ میلادی، ۶۴۷ نفر بوده‌است.